# Dendrobium tricallosum
Dendrobium tricallosum är en orkidéart som beskrevs av Oakes Ames och Charles Schweinfurth. Dendrobium tricallosum ingår i släktet Dendrobium, och familjen orkidéer. Inga underarter finns listade i Catalogue of Life.